# Народное войско польское

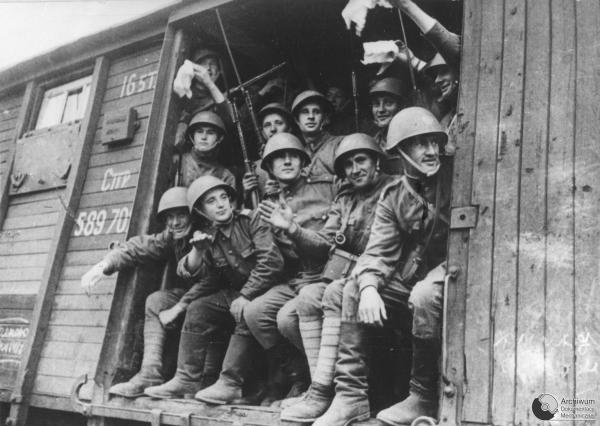
1-я Варшавская пехотная дивизия,
1943 г.

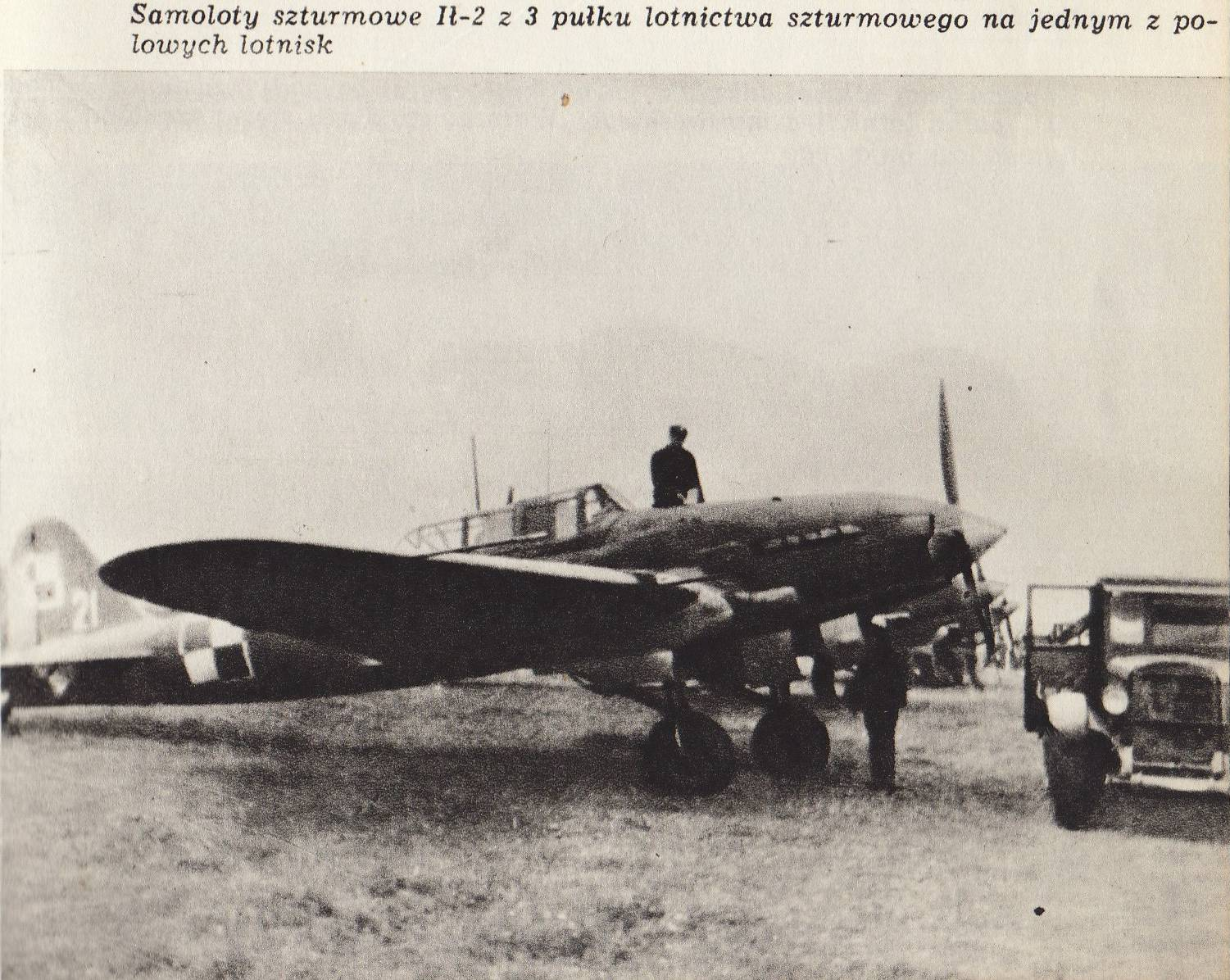
Ил-2 1-й армии Войска Польского,
Вторая мировая война

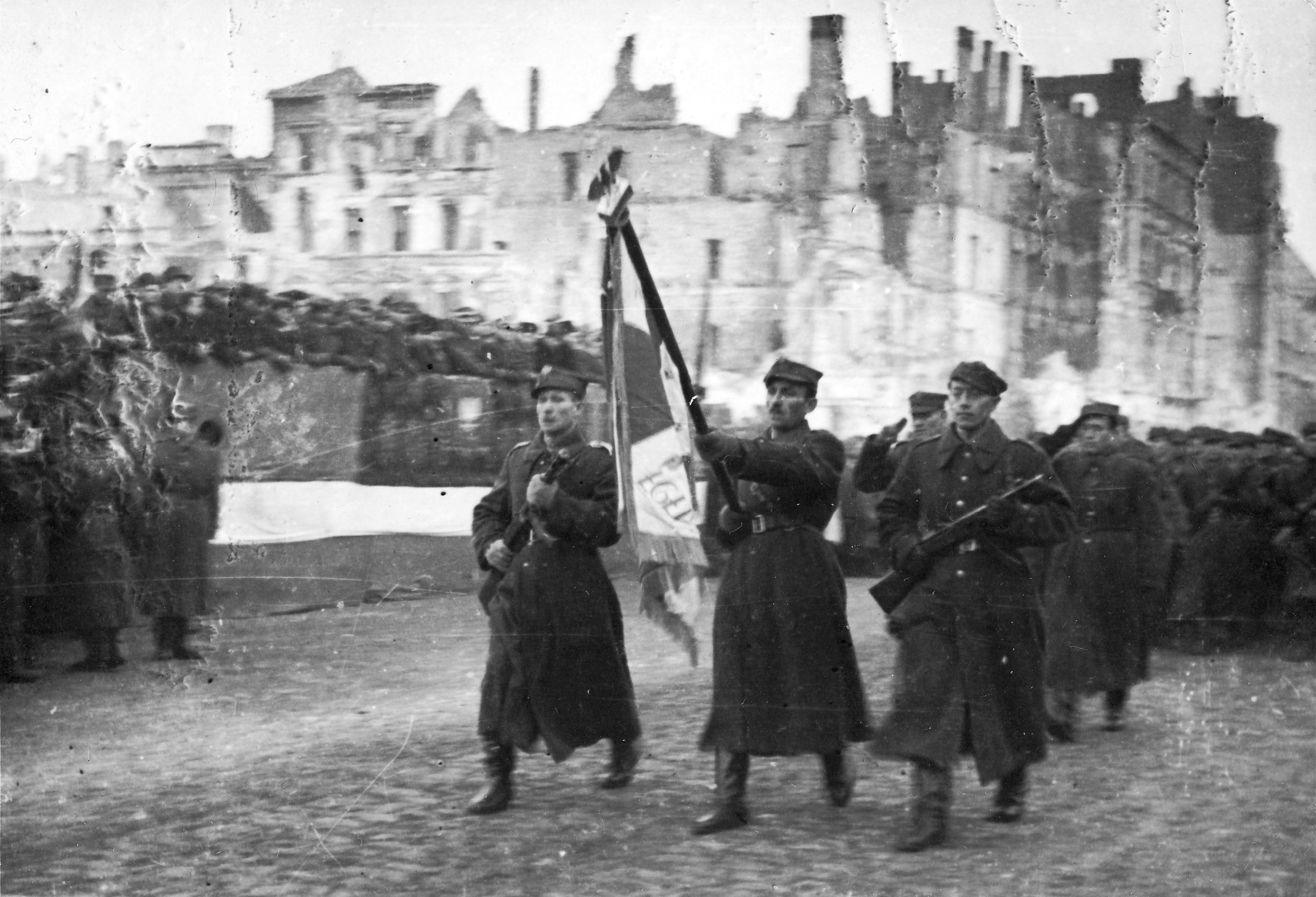
Солдаты 1-й польской армии в освобождённой Варшаве,
19 января 1945 г.

Народное войско польское (пол. Ludowe Wojsko Polskie, Людове войско польское) — неофициальное название второго (после Армии Андерса) крупнейшего польского воинского формирования во Второй мировой войне, созданного после поражения Польши и её вооружённых сил в 1939 году. Народное войско польское было создано в СССР в 1943 году во время Великой Отечественной войны.
Официальные названия: в 1943—1952 годах — Войско Польское, с 1952 года — Вооружённые силы Польской Народной Республики (пол. Siły Zbrojne Polskiej Rzeczypospolitej Ludowej), в которой правящей партией являлась Польская объединённая рабочая партия. Народное войско польское входило в вооружённые силы организации Варшавского договора.

## Краткая история

### Участие во Второй мировой войне
Основой для Народного войска польского стали польские части, сражавшиеся вместе с РККА ВС Союза ССР против Германии и её союзников на Восточном фронте. В 1943 году была образована 1-я пехотная дивизия имени Тадеуша Костюшко, которая вошла позднее в состав 1-й польской армии. Из 40 тысяч офицеров Народного войска польского около половины (18996 чел.) были офицерами РККА, в том числе и 36 генералов. 1-я польская армия приняла участие в Висло-Одерской операции и битве за Кольберг, а также в Берлинской наступательной операции. 2-я польская армия приняла участие в Берлинской операции, где подверглась мощному немецкому контрудару и в ходе встречного сражения севернее Дрездена понесла значительные потери. Армия завершила войну участием в Пражской операции.
Руководство Народным войском польским в годы Второй мировой войны осуществляло Верховное командование Войска польского, которое было подчинено Ставке Верховного главного командования СССР.

#### Знаки различия
| Погоны          |               |                |                 |                 |
| Воинское звание | Маршал Польши | Генерал брони  | Генерал дивизии | Генерал бригады |
| Группа          | Маршал        | Высшие офицеры | Высшие офицеры  | Высшие офицеры  |

| Описание        | Знаки различия Народного войска польского по состоянию на 1943—1945 гг. (сухопутные войска и полевая форма авиации). | Знаки различия Народного войска польского по состоянию на 1943—1945 гг. (сухопутные войска и полевая форма авиации). | Знаки различия Народного войска польского по состоянию на 1943—1945 гг. (сухопутные войска и полевая форма авиации). | Знаки различия Народного войска польского по состоянию на 1943—1945 гг. (сухопутные войска и полевая форма авиации). | Знаки различия Народного войска польского по состоянию на 1943—1945 гг. (сухопутные войска и полевая форма авиации). | Знаки различия Народного войска польского по состоянию на 1943—1945 гг. (сухопутные войска и полевая форма авиации). | Знаки различия Народного войска польского по состоянию на 1943—1945 гг. (сухопутные войска и полевая форма авиации). | Знаки различия Народного войска польского по состоянию на 1943—1945 гг. (сухопутные войска и полевая форма авиации). |
| --------------- | --- | --- | --- | --- | --- | --- | --- | --- |
| Погоны          | | | | | | | | |
| Воинское звание | Полковник | Подполко́вник | Майор | Капитан | Поручик | Подпоручик | Хорунжий | |
| Группа          | Старшие офицеры | Старшие офицеры | Старшие офицеры | Младшие офицеры | Младшие офицеры | Младшие офицеры | Младшие офицеры | |

| Описание        | Знаки различия Народного войска польского по состоянию на 1943—1945 гг. (сухопутные войска и полевая форма авиации). | Знаки различия Народного войска польского по состоянию на 1943—1945 гг. (сухопутные войска и полевая форма авиации). | Знаки различия Народного войска польского по состоянию на 1943—1945 гг. (сухопутные войска и полевая форма авиации). | Знаки различия Народного войска польского по состоянию на 1943—1945 гг. (сухопутные войска и полевая форма авиации). | Знаки различия Народного войска польского по состоянию на 1943—1945 гг. (сухопутные войска и полевая форма авиации). | Знаки различия Народного войска польского по состоянию на 1943—1945 гг. (сухопутные войска и полевая форма авиации). |
| --------------- | --- | --- | --- | --- | --- | --- |
| Погоны          | | | | | | |
| Воинское звание | Старший сержант или Старший фейерверкер                                                                              | Сержант или Фейерверкер                                                                                              | Взводный | Капрал | Старший рядовой | Рядовой |
| Группа          | Сержанты | Сержанты | Сержанты | Сержанты | Рядовые | Рядовые |

Другие

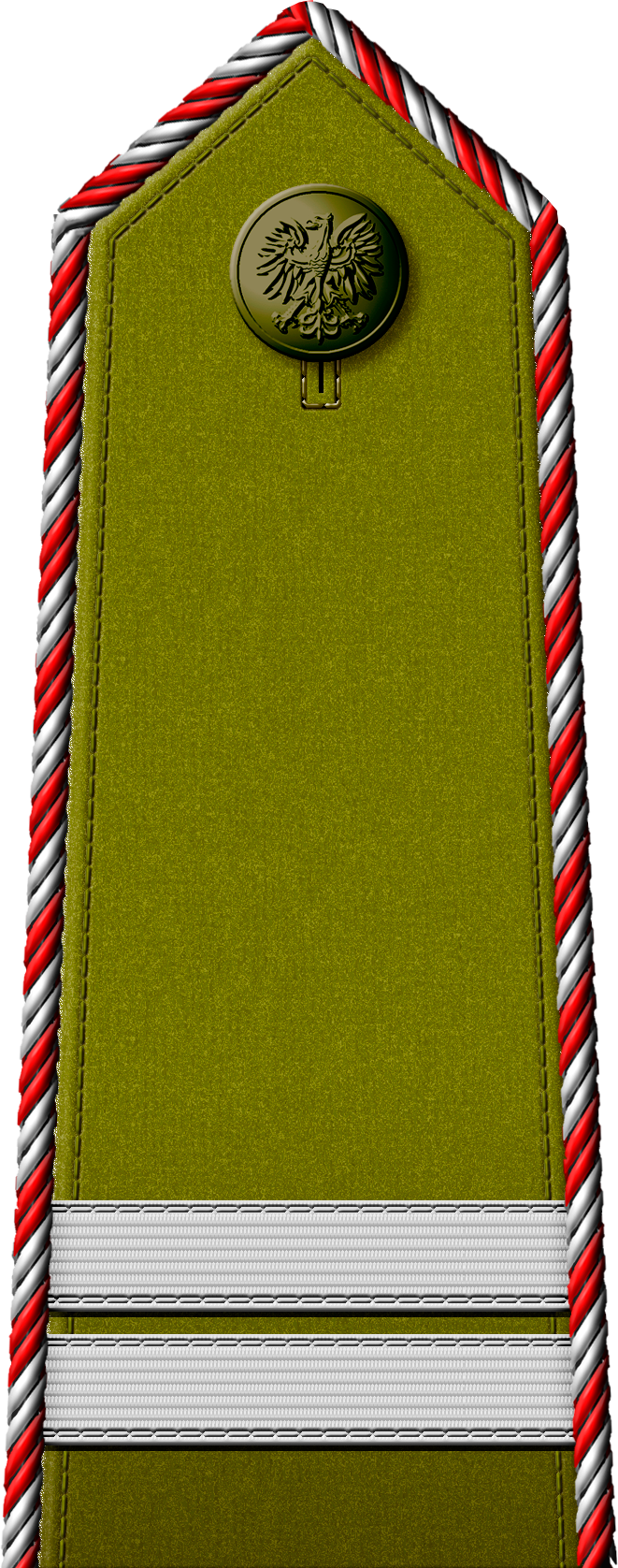
Капрал-подхорунжий (Курсант офицерской школы в звании Капрал).

### После войны

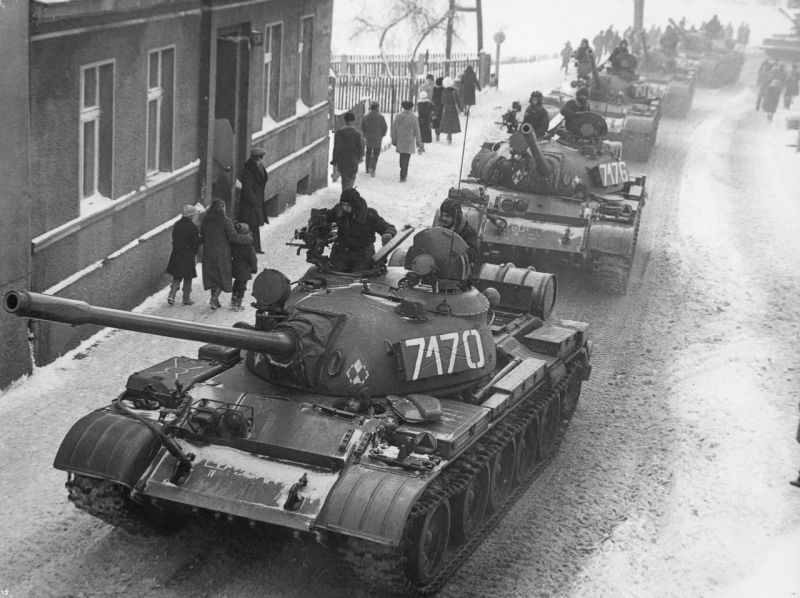
Танки Т-55А на службе Народного войска польского

После войны польские войска были разделены по шести (позже семи) военным округам: Варшавский, Люблинский, Краковский, Лодзьский, Познанский, Торуньский и Силезский (со штабом в Катовице, образован осенью 1945 года, позже других). До 1956 года министром национальной обороны Польши был Маршал Советского Союза Константин Рокоссовский (имел также звание Маршал Польши), с декабря 1950 года по ноябрь 1956 года командующим ВВС был генерал-полковник ВВС СССР Иван Туркель. События октября 1956 года привели к серьёзным переменам в структуре Войска польского: там стали образовываться инженерные и артиллерийские бригады. 12 марта 1958 года был создан Спортивный комитет дружественных армий, участником которого стали вооружённые силы ПНР.
В 1968 году войска 2-й польской армии под командованием генерала дивизии Ф. Сивицкого участвовали в операции «Дунай» и подавлении антиправительственных выступлений в ЧССР (Пражской весны). 3 ноября 1973 года правительство Польской Народной Республики приняло решение о участии подразделений польской армии в составе миротворческих сил ООН по урегулированию кризиса на Ближнем Востоке и направило военнослужащих для несения службы на линии разграничения между Египтом и Израилем. В 1981—1983 годах Войско польское участвовало также в событиях времён военного положения, ведя противостояние с движением «Солидарность».
По состоянию на начало 1985 года, вооружённые силы ПНР включали органы управления, сухопутные войска, войска противовоздушной обороны, военно-морской флот и войска территориальной обороны. Упразднение Польской Народной Республики привело и к прекращению существования Народного войска польского, которое было преобразовано в современные Вооружённые силы Польши.
На протяжении всего существования Народного войска польского его официальным печатным изданием была газета «Żołnierz Wolności».

## Организация в 1988 году

### Сухопутные войска

#### Варшавский военный округ
- Командование Варшавского военного округа[пол.] (Варшава)
  - 1-я Варшавская механизированная дивизия имени Тадеуша Костюшко[пол.] (Легионово)
  - 3-я Поморская механизированная дивизия имени Ромуальда Траугутта[пол.] (Люблин)
  - 9-я Дрезденская механизированная дивизия[пол.] (Жешув)
  - 6-я Поморская воздушно-десантная бригада[пол.] (Краков)

#### Поморский военный округ
- Командование Поморского военного округа[пол.] (Быдгощ)
  - 8-я Дрезденская механизированная дивизия имени Бартоша Гловацкого[пол.] (Кошалин)
  - 12-я механизированная дивизия имени Армии Людовой[пол.] (Щецин)
  - 15-я механизированная дивизия имени Гвардии Людовой[пол.] (Ольштын)
  - 16-я Кашубская бронетанковая дивизия[пол.] (Эльблонг)
  - 20-я Варшавская бронетанковая дивизия имени маршала Константина Рокоссовского[пол.] (Щецинек)
  - 7-я Лужицкая бригада береговой обороны[пол.] (Гданьск)

#### Силезский военный округ
- Командование Силезского военного округа[пол.] (Вроцлав)
  - 2-я Варшавская механизированная дивизия имени генерала Генрика Домбровского[пол.] (Ныса)
  - 4-я Поморская механизированная дивизия имени Яна Килиньского[пол.] (Кросно-Оджаньске)
  - 5-я Саскская бронетанковая дивизия имени бригадного генерала Александра Вашкевича[пол.] (Губин)
  - 10-я Судетская бронетанковая дивизия имени героев Советской армии[пол.] (Ополе)
  - 11-я Дрезденская бронетанковая дивизия имени Яна III Собеского (Жагань)

### Военно-воздушные силы
- Командование ВВС (Познань)

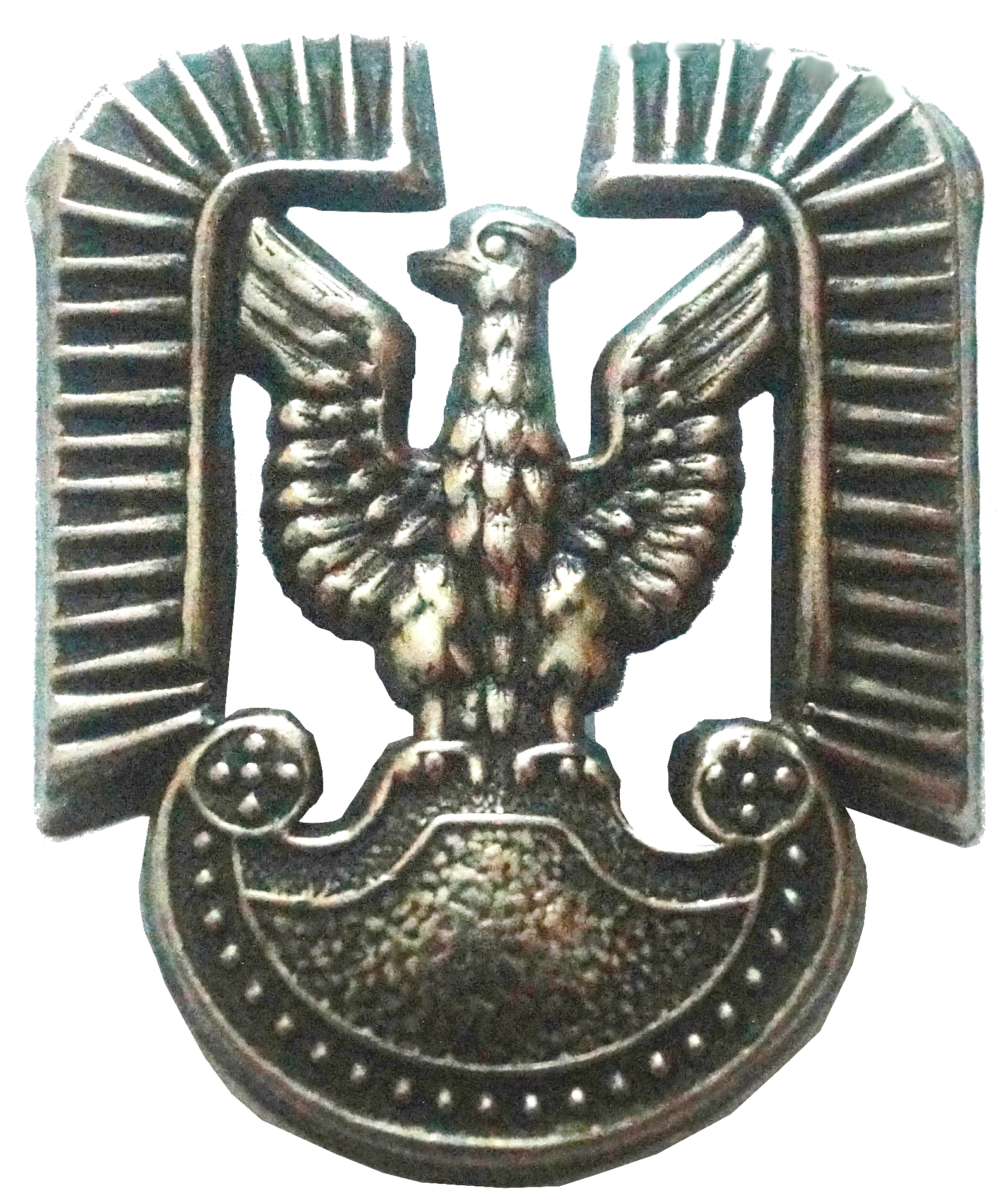
Эмблема ВВС Польши.

  - 2-я Бранденбургская истребительно-бомбардировочная дивизия (Пила)
  - 3-я Бранденбургская истребительно-бомбардировочная дивизия[пол.] (Свидвин)
  - 4-я Поморская истребительная дивизия имени бригадного генерала Юзефа Смаги (Мальборк)

### Военно-морские силы

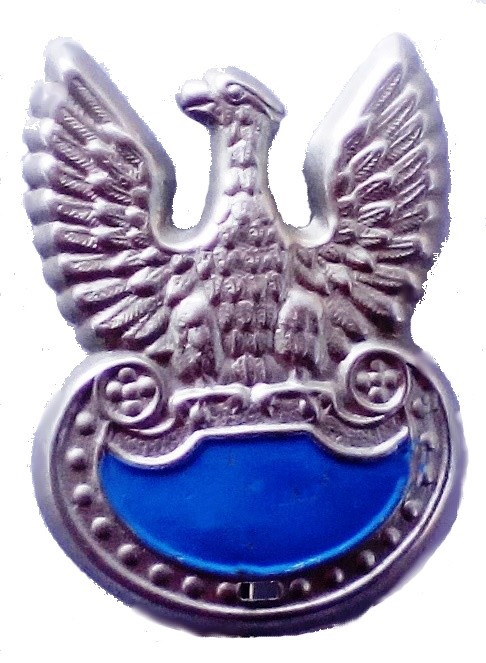
Эмблема ВМС Польши.

- Командование ВМС[пол.] (Гдыня)
  - 3-я флотилия боевых кораблей[пол.] (Гдыня)
  - 8-я флотилия береговой обороны[пол.] (Свиноуйсьце)
  - 9-я флотилия береговой обороны[пол.] (Хель)

#### Национальные силы противовоздушной обороны

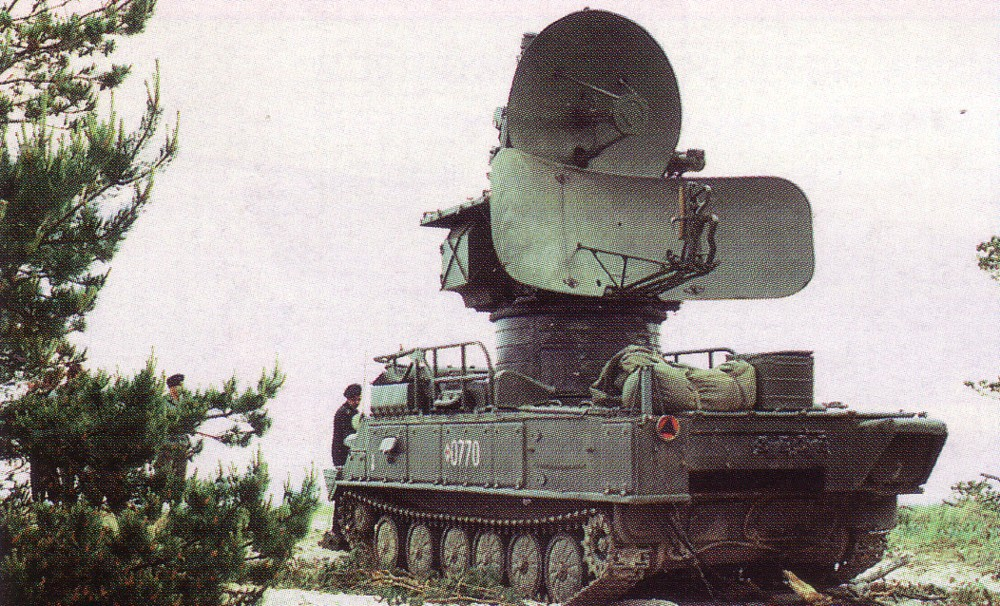
Радиолокационная станция с ЗРК «Куб»

### Силы территориальной обороны

#### Национальные силы противовоздушной обороны[пол.]
- Командование войск ПВО (Варшава)
  - 1-й корпус ПВО (Польша)[пол.] (Варшава)
  - 2-й корпус ПВО (Польша)[пол.] (Быдгощ)
  - 3-й корпус ПВО (Польша)[пол.] (Вроцлав)

#### Национальные внутренние войска
Формирования безопасности Национального комитета обороны и комитетов обороны в воеводствах
- 1-я Мазовецкая бригада внутренних войск[пол.] (Гура-Кальвария)
- 5-я Подгаланьская бригада внутренних войск[пол.] (Краков)
- 14-я бригада внутренних войск (Ольштын)
- 20-я бригада связи внутренних войск (Кельце)
- 2-й полк связи внутренних войск[пол.]

Сухопутные формирования
- 3-й полк внутренних войск (Люблин)
- 13-й полк внутренних войск (Гданьск)
- 15-й полк внутренних войск (Прудник)

Формирования по защите от оружия массового поражения
- 2-й батальон инженерно-спасательных войск (Граево)
- 4-й батальон инженерно-спасательных войск (Жешув)

#### Национальные войска территориальной обороны
Формирования обеспечения перегруппировки войск
- 7-й понтонно-технический полк территориальной обороны (Демблин)
- 9-й понтонно-технический полк территориальной обороны (Хелмно)
- 10-й понтонно-технический полк территориальной обороны (Равич)
- 12-й понтонно-технический полк территориальной обороны (Щецин)

Формирования Территориальной обороны
- Катовицкая бригада Территориальной обороны Польши[пол.] (Катовице)
- Варшавская бригада Территориальной обороны Польши[пол.] (Варшава)
- Быдгощский полк Территориальной обороны Польши[пол.] (Быдгощ)
- Гданьский полк Территориальной обороны Польши[пол.] (Гданьск)
- Краковский полк Территориальной обороны Польши[пол.] (Краков)
- Великопольский полк Территориальной обороны Польши
- Вроцлавский полк Территориальной обороны Польши[пол.] (Вроцлав)

## Обучение
В 1954 году в Польше начинается изучение дзюдо (сначала — в секции при Польском союзе тяжёлой атлетики, в 1957 году был создан Польский союз дзюдо). Подготовка инструкторов дзюдо началась в Варшавском и Краковском институтах физической культуры, обучение дзюдо было включено в программу подготовки пограничников и военнослужащих воздушно-десантных подразделений польской армии. В 1980-е годы в Польской Народной Республике было 4 военные академии и 11 высших офицерских школ, которые готовили подхорунжих и соответствовали по рангу высшим учебным заведениям. 21 школа хорунжих готовила кадетов и соответствовала по рангу средней школе.